# Kościół św. Franciszka z Asyżu w Valletcie
Kościół św. Franciszka (malt. Knisja ta' San Franġisk, ang. Church of St. Francis) – barokowy kościół położony w stolicy Malty, zbudowany przez joannitów u zbiegu ulic Triq ir-Repubblika i Triq Melita.
Pierwszy kościół zbudowano w 1607 roku za panowania 54. wielkiego mistrza Alofa de Wignacourt, w pobliżu klasztoru wzniesionego w 1598 roku, zajazdu Prowansalskiego oraz kościoła św. Barbary.
Po kilkudziesięciu latach prowizoryczna budowla uległa stopniowemu zniszczeniu, doprowadziło to do sytuacji, że w 1681 roku stary kościół został zburzony, a dzięki hojności wielkiego mistrza Gregorio Carafy na jego miejscu zbudowano nowy, który istnieje do dziś. Na fasadzie kościoła pozostał herb wielkiego mistrza. W latach dwudziestych XX wieku kościół został przebudowany, powiększony, została dobudowana kopuła. Przebudowa spowodowała uszkodzenie części fresków autorstwa maltańskiego artysty Giuseppe Calì. W kościele znajdują się dzieła Mattia Pretiego, Pietro Gagliardiego oraz Filippo Paladiniego. Na ścianie kościoła na rogu ulic Triq ir-Repubblika i Triq Melita w niszy umieszczona jest zabytkowa rzeźba św. Franciszka z Asyżu.
Obiekt jest wpisany na listę National Inventory of the Cultural Property of the Maltese Islands pod numerem 00567.